# Le Plessier-Rozainvillers
Le Plessier-Rozainvillers település Franciaországban, Somme megyében. Lakosainak száma 765 fő (2022. január 1.). Le Plessier-Rozainvillers Fresnoy-en-Chaussée, Hangest-en-Santerre, Mézières-en-Santerre, La Neuville-Sire-Bernard és Trois-Rivières községekkel határos.

## Népesség
A település népességének változása:
| Lakosok száma | 725  | 743  | 753  | 755  | 764  | 776  | 788  | 778  | 765  |
|               | 2013 | 2015 | 2016 | 2017 | 2018 | 2019 | 2020 | 2021 | 2022 |